# ناکا (سوئد)
ناککا (به سوئدی: Nacka) یک منطقهٔ مسکونی در سوئد است که در بخش ناککا واقع شده‌است.

## خواهرخوانده
شهرهای یلگاوا و کیلا، استونی خواهرخوانده‌های ناککا هستند.